# آرمورد کور
آرمورد کور (ژاپنی: アーマード・コア هپبورن: Āmādo Koa) یک مجموعه بازی ویدئویی به سبک مکا و تیراندازی سوم شخص است که توسط فرام سافتور توسعه یافته است. داستان این سری بر روی قهرمانی صامِت تمرکز دارد که در آینده‌ای دور به عنوان خلبانی مزدور کار می‌کند و به سفارش مشتریان و شرکت‌های خصوصی، یگان‌های ضربتی ربات‌های بزرگ موسوم به آرمورد کور را اداره می‌کند. هنگامی که بازیکن مأموریت‌های این مشتریان را به اتمام می‌رساند، اعتباراتی را به دست می‌آورد تا «آرمورد کور» خود را بهبود بخشد و فرصت‌های بیشتری برای کسب درآمد داشته باشد. برخی از بازی‌ها دارای حالت «آرینا» هستند که در آن بازیکن در نبردهای شاخ به شاخ با خلبانان دیگر آرمورد کور مبارزه می‌کند، که می‌تواند درآمد یا اعتبار بیشتری در اختیار بازیکن قرار دهد.
اولین قسمت از این سری، با نام آرمورد کور، در سال ۱۹۹۷ منتشر شد، در حالی که جدیدترین بازی، آرمورد کور ۶: آتش‌های روبیکن، در اوت ۲۰۲۳ عرضه شد. این مجموعه تا کنون بر روی کنسول‌های مختلف برند پلی‌استیشن و ایکس‌باکس و همچنین مایکروسافت ویندوز و تلفن‌های همراه منتشر شده است. در سال ۲۰۰۷، نسخه‌ای مانگا تحت عنوان آرمورد کور: تیغهٔ برج شهر با الهام از این مجموعه توسط فوجیمی شوبو دستمایه اقتباس قرار گرفت، و در سال ۲۰۲۴ توسط تیم میلر به عنوان اپیزودی در مجموعه تلویزیونی آنتولوژی مرحله مخفی تحت نام «آرمورد کور: مدیریت دارایی» با صداپیشگی کیانو ریوز، ارین ایوت، تمورا موریسون، پاتریک شوارتزنگر و استیون بلوم اقتباس شد.